# رگرسیون خطی ساده
در آمار، رگرسیون خطی ساده (به انگلیسی: Simple linear regression) یک مدل رگرسیون خطی با یک متغیر توضیحی است یعنی مربوط به نقاط نمونه دوبعدی با یک متغیر مستقل و یک متغیر وابسته (به‌طور متعارف، مختصات x و y در یک سیستم مختصات دکارتی) و یک تابع خطی (یک خط مستقیم غیرعمودی) را پیدا می‌کند که به دقت ممکن است، مقادیر متغیر وابسته را به عنوان تابعی از متغیر مستقل پیش‌بینی می‌کند. صفت ساده به این واقعیت اشاره دارد که متغیر نتیجه به یک پیش‌بینی‌کننده منفرد مرتبط است.

قانون اوکون در اقتصاد کلان نمونه‌ای از رگرسیون خطی ساده است. در اینجا متغیر وابسته (رشد تولید ناخالص داخلی) در یک رابطه خطی با تغییرات نرخ بیکاری فرض می‌شود.